# Мурованокуриловецька селищна територіальна громада
Мурованокуриловецька селищна територіальна громада — територіальна громада в Україні, у Могилів-Подільському районі Вінницької області. Адміністративний центр — селище Муровані Курилівці.

## Історія
Утворена 21 листопада 2019 року шляхом об'єднання Мурованокуриловецької селищної ради та Бахтинської, Вербовецької, Вищеольчедаївської, Галайковецької, Дерешівської, Долинянської, Жванської, Конищівської, Котюжанівської, Курашовецької, Михайловецької, Морозівської, Наддністрянської, Обухівської, Петриманської, Попелюхівської, Рівненської, Роздолівської, Снітківської, Степанківської сільських рад Мурованокуриловецького району.
Орган місцевого самоврядування — Мурованокуриловецька селищна рада 8 скликання, яка створена відповідно до постанови Верховної Ради України від 17.07.2020 № 807-IX «Про утворення та ліквідацію районів», розпорядження Кабінету Міністрів України від 12.06.2020 3707-р «Про визначення адміністративних центрів та затвердження територій територіальних громад Вінницької області» та рішення 2 сесії Мурованокуриловецької селищної ради 8 скликання від 18.12.2020 № 6 «Про реорганізацію сільських рад шляхом приєднання до Мурованокуриловецької селищної ради».

## Населені пункти
До складу громади входять 3 селища: Муровані Курилівці, Котюжани та Малий Обухів і 47 сіл: Балківка, Бахтин, Бахтинок, Берлядка, Біляни, Блакитне, Вербовець, Виноградне, Вищеольчедаїв, Вільшанка, Володимирівка, Воронівці, Галайківці, Горай, Дерешова, Дігтярка, Долиняни, Дружба, Жван, Житники, Знаменівка, Золотогірка, Конищів, Котюжани, Красне, Кривохижинці, Кукурівка, Курашівці, Михайлівці, Морозівка, Наддністрянське, Нишівці, Новосілка, Обухів, Перекоринці, Петримани, Попелюхи, Посухів, Привітне, Рівне, Роздолівка, Рясне, Свидова, Снітків, Степанки, Ягідне, Яр.